# Наганума Кен
Кен Наганума (яп. 長沼 健, нар. 5 вересня 1930, Префектура Хіросіма — пом. 2 червня 2008) — японський футболіст, що грав на позиції нападника. Футболіст року в Японії (1961). По завершенні ігрової кар'єри — футбольний тренер.
Протягом усієї кар'єри виступав за клуб «Фурукава Електрік», а також національну збірну Японії. Також з цими ж командами працював і у статусі головного тренера.

## Клубна кар'єра
Народився 5 вересня 1930 року в місті Хіросіма. Займався футболом у командах університетів Квансей Гакуін та Чуо
У дорослому футболі дебютував 1955 року виступами за команду клубу «Фурукава Електрік», кольори якої і захищав протягом усієї своєї кар'єри гравця, що тривала тринадцять років. У складі «Фурукава Електрік» став триразовим володарем Кубка Японії.

## Виступи за збірну
1954 року дебютував в офіційних матчах у складі національної збірної Японії. Протягом кар'єри у національній команді, яка тривала 8 років, провів у формі головної команди країни лише 4 матчі, забивши 1 гол. Також брав участь у Олімпійських іграх 1956 року.

## Кар'єра тренера
Ще продовжуючи грати на полі, 1958 року, Наганума був призначений граючим тренером «Фурукава Електрік», працювавши на цій посаді до 1961 року.
Наступного року. також ще не завершивши ігрової кар'єри, Кен очолив збірну Японії, головним тренером команди якої з перервами був до 1976 року. За цей час ще двічі в цьому статусі брав участь у Олімпіадах, причому на другій, 1986 року, японці стали бронзовими призерами.
Помер 2 червня 2008 року на 78-му році життя.

## Статистика виступів

### Статистика клубних виступів
| Сезон | Команда                       | Чемпіонат | Чемпіонат | Чемпіонат |
| Сезон | Команда                       | Ліга      | Ігор      | Голів     |
| ----- | ----------------------------- | --------- | --------- | --------- |
| 1965  | «Фурукава Електрік»           | ЯФЛ       | ?         | 6         |
| 1966  | «Фурукава Електрік»           | ЯФЛ       | ?         | 2         |
| 1967  | «Фурукава Електрік»           | ЯФЛ       | 0         | 0         |
|       | Усього за «Фурукаву Електрік» |           | 19        | 8         |

### Збірна
| Збірна Японії | Збірна Японії | Збірна Японії |
| Роки          | Ігри          | Голи          |
| ------------- | ------------- | ------------- |
| 1954          | 2             | 1             |
| 1955          | 0             | 0             |
| 1956          | 0             | 0             |
| 1957          | 0             | 0             |
| 1958          | 1             | 0             |
| 1959          | 0             | 0             |
| 1960          | 0             | 0             |
| 1961          | 1             | 0             |
| Всього        | 4             | 1             |

## Досягнення
Гравець
- Кубок Імператора: 1960, 1961, 1964
- Футболіст року в Японії: 1961

Тренер
- Бронзовий призер Азійських ігор: 1966
- Бронзовий олімпійський призер: 1968